# Hymenoxys
Hymenoxys là một chi thực vật có hoa trong họ Cúc (Asteraceae).

## Loài
Chi Hymenoxys gồm các loài:

1. Hymenoxys ambigens - Pinaleno Mountain rubberweed - Arizona New Mexico
2. Hymenoxys anthemoides - Rio Grande do Sul, Rio de Janeiro, Paraguay, Uruguay, Argentina
3. Hymenoxys biennis - Utah
4. Hymenoxys bigelovii - Utah Arizona New Mexico
5. Hymenoxys brachyactis - East View rubberweed - New Mexico
6. Hymenoxys brandegeei - Arizona New Mexico Colorado
7. Hymenoxys cabrerae - Argentina
8. Hymenoxys californica - California, Baja California
9. Hymenoxys chrysanthemoides - San Luis Potosí, Veracruz, Zacatecas, México State, Puebla, Oaxaca, Hidalgo
10. Hymenoxys cooperi - Cooper's rubberweed - California Nevada Arizona Utah Idaho Oregon New Mexico
11. Hymenoxys grandiflora - New Mexico Colorado Wyoming Montana Utah Idaho
12. Hymenoxys helenioides - intermountain rubberweed - Arizona New Mexico Colorado Utah
13. Hymenoxys hoopesii - owl claws - New Mexico Colorado Wyoming Montana Utah Idaho Oregon Nevada California
14. Hymenoxys insignis - 	Nuevo León, Coahuila, Chihuahua
15. Hymenoxys jamesii - Arizona
16. Hymenoxys lemmonii - Lemmon's rubberweed - Arizona Oregon Nevada California
17. Hymenoxys multiflora - Texas New Mexico
18. Hymenoxys mutica - California
19. Hymenoxys odorata - bitter rubberweed - California Arizona New Mexico Texas Oklahoma Colorado Kansas Maine South Carolina Alabama, Baja California, Baja California Sur, Sonora, Chihuahua, Coahuila, Durango, Nuevo León, San Luis Potosí, Tamaulipas
20. Hymenoxys quinquesquamata - rincon rubberweed - Arizona New Mexico
21. Hymenoxys richardsonii - pingue rubberweed, Colorado rubberweed - Alberta, Saskatchewan, Montana Idaho Wyoming Utah Colorado New Mexico Arizona Texas Nebraska North Dakota Nevada
22. Hymenoxys robusta - Bolivia, Argentina, Peru
23. Hymenoxys rusbyi - Arizona New Mexico
24. Hymenoxys subintegra - Arizona rubberweed - Arizona Utah
25. Hymenoxys texana - prairie dawn - Texas
26. Hymenoxys tweediei - Argentina
27. Hymenoxys vaseyi - Texas New Mexico

Các loài trước đây
- Hymenoxys acaulis is now called Tetraneuris acaulis
- Hymenoxys argentea now Tetraneuris argentea
- Hymenoxys depressa now Tetraneuris torreyana
- Hymenoxys glabra now Tetraneuris scaposa
- Hymenoxys herbacea now Tetraneuris herbacea
- Hymenoxys integrifolia now Helenium integrifolium
- Hymenoxys ivesiana now Tetraneuris ivesiana
- Hymenoxys lapidicola now Tetraneuris torreyana
- Hymenoxys linearifolia now Tetraneuris linearifolia
- Hymenoxys scaposa now Tetraneuris scaposa
- Hymenoxys torreyana now Tetraneuris torreyana
- Hymenoxys turneri now Tetraneuris turneri